# Krecsányi Katalin
Krecsányi Katalin (Pest, 1851. február 17. – Szentendre, 1913. június 2.) színésznő, énekesnő, színigazgató. Krecsányi Ignác és Krecsányi Sarolta testvére.

## Életútja
Színésznő lett 1866-ban, Debrecenben. 1870-ben kötött házasságot Jakabffy Gáborral, akinek élete végig segített az igazgatásban. Miután férje visszavonult, Krecsányi Katalin vezette a társulatot 1887-ig. Ezután Komlóssy Ferencnél szerepelt még egy évig, majd 1888-ban visszavonult a színpadtól. Színvonalas operett- és népszínműénekesként ismerték. Leánya Jakabffy Aranka (Bp., 1869. ápr. 16.–?) színésznő, aki 1888-ban Hubay Gusztávnál kezdte pályáját és 1920-ban vonult nyugalomba.

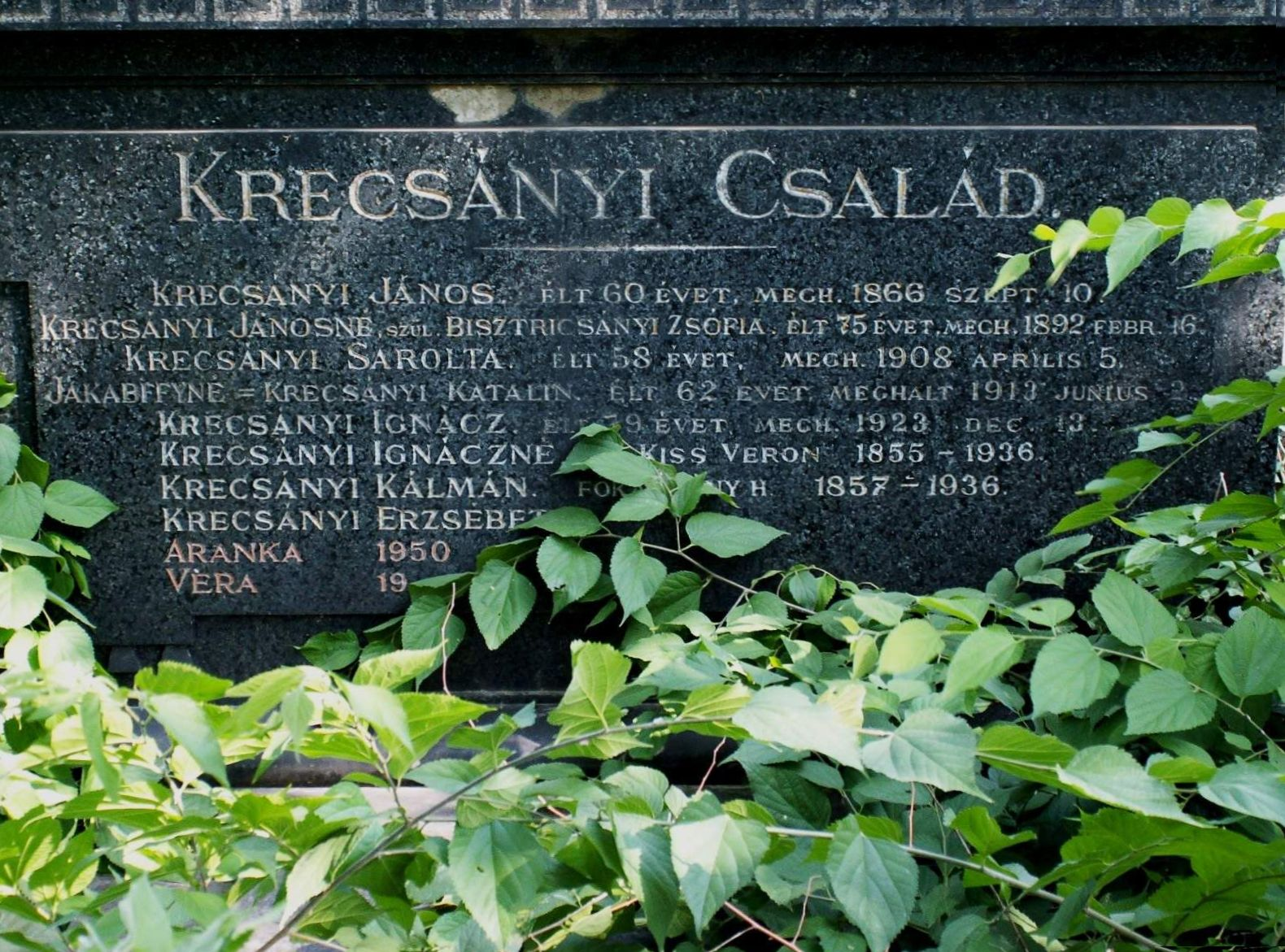
A Krecsányi család síremlékének felirata a Fiumei úti sírkertben

## Működési adatai
1866–67: Miskolc; 1870–79: Jakabffy Gábor; 1879–80: Kétszeri József; 1880–82: Jakabffy Gábor; 1882–83: Kőszeghy Endre.
Igazgatóként: 1886–87: Hales.
A Krecsányi család Fiumei úti sírkertben található (9/2-1-39/40) nyughelyén temették el.